# Luther Metke at 94
 Luther Metke a los 94 es una película de cortometraje coproducción de Argentina y Estados Unidos dirigida por Jorge Preloran sobre su propio guion que se estrenó en 1980. 
Fue seleccionada para competir por el Premio Oscar de la Academia de las Artes y las Ciencias Cinematográficas de 1981 al mejor cortometraje documental

## Sinopsis
Un retrato de Luther Metke, un veterano de la guerra hispano-norteamericana, poeta, filósofo y constructor de cabañas de madera en el Estado de Oregon, al noroeste de los Estados Unidos.
Metke, que al tiempo del rodaje tenía 94 años, recita sus poesías, habla de su vida, de filosofía y aparece visitando a su familia y enseñando a una joven pareja a  construir una cabaña hexagonal de madera. También hay viejas fotografías que ilustran la película.